# Primase

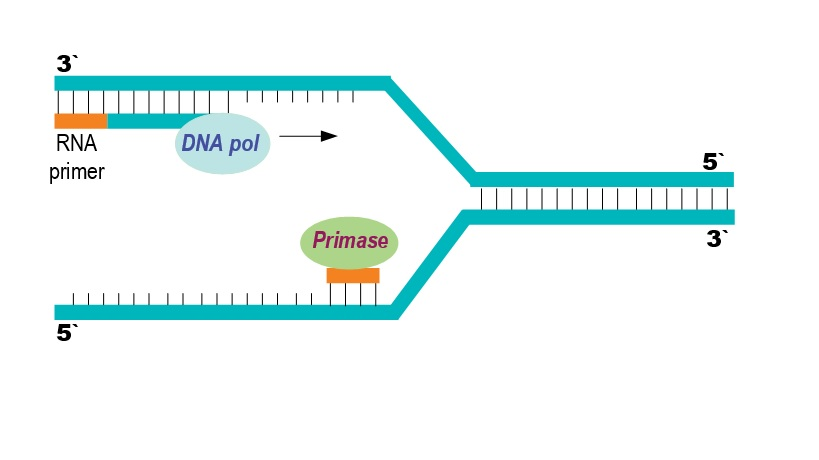
Primase

Primase é uma enzima RNA polimerase que atua na replicação de DNA. Essa enzima sintetiza um segmento curto de RNA, cerca de 10 nucleotídeos, complementar a uma fita de DNA. Essa sequência de RNA, também conhecida como primer, é importante porque a DNA polimerase só pode sintetizar uma fita de DNA a partir de uma sequência preexistente de nucleotídeos. Após o alongamento do DNA, o primer de RNA sintetizado pela primase é removido por uma enzima exonuclease e substituído por uma sequência de DNA.  